# ۵۱ (میلادی)
۵۱ (میلادی) پنجاه و یکمین سال تقویم میلادی است.

## رویدادها
بر اساس مکان
امپراتوری روم
- امپراتور کلودیوس و امپراتور آینده تیتوس فلاویوس وسپاسیانوس کنسول روم هستند.[۱]
- بوروس، فرماندار پراتوریان (۵۱–۶۲ میلادی)، آموزش نرون را به سنکا محول کرد.
- در بریتانیا، فرماندار پوبلیوس اوستوریوس اسکاپولا، کاراتاکوس و سیلورها را در قلمرو اردوویس‌ها در مرکز ولز شکست می‌دهد. کاراتاکوس به کاریماندوا، ملکه بریگانتس در شمال انگلستان، پناه می‌برد، اما او متحد روم است و او را به اوستوریوس تحویل می‌دهد. با وجود شکست، سیلورها به مبارزه ادامه می‌دهند.[۲]
- کاراتاکوسِ اسیر شده در مراسم پیروزی کلودیوس در رم، در غل و زنجیر به نمایش گذاشته می‌شود، اما رفتار متین او امپراتور را متقاعد می‌کند که جانش را ببخشد و به خانواده‌اش اجازه دهد برای مدت کوتاهی آزادانه در پایتخت زندگی کنند.[۳]

پارت
- ونون دوم چند ماه پس از به تخت نشستن درگذشت. پسرش بلاش یکم پادشاه جدید اشکانی شد.

## درگذشتگان
- گودرز دوم، پادشاه امپراتوری اشکانی

- لوسیوس ویتلیوس بزرگ، کنسول روم (متولد ۵ پیش از میلاد)

- مهرداد ارمنستان، پادشاه تحت الحمایه روم

- ونون دوم، پادشاه امپراتوری اشکانی